# 伊丹公論
伊丹公論（いたみこうろん）は、小林杖吉により昭和11年（1936年）1月20日に創刊、平成25年（2013年）7月31日に復刊された伊丹の郷土研究紙。

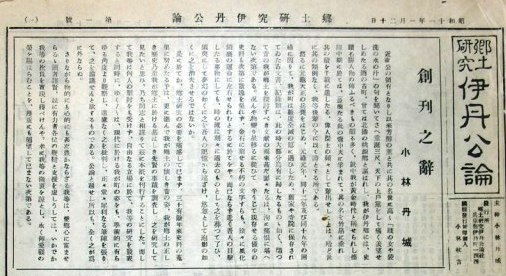
伊丹公論創刊号

## 概要
タブロイド判4ページで1部10銭で販売された。
伊丹町長・市長を務めた俳文学研究者・岡田利兵衞（柿衞）ら、当時の伊丹を代表する文化人が寄稿した。「伊丹酒」や「有岡八景考」、「郷土土産品紹介」、「伊丹俳壇」などの文化的な記事や「酔後録」のような遊び心のある記事も掲載された。当初は月刊だったが不定期刊となり、伊丹市制が施行された1940年11月10日発行の19号まで発行された。
伊丹市立図書館が宮ノ前に移転・開館したのを機に、市民参加型の伊丹公論編集会議を月に1回開催し、平成25年7月31日に73年ぶりに復刊した。

## 歴史
- 1936年（昭和11年）1月10日 - 創刊（1月号）。
- 1936年（昭和11年）2月27日 - 2月号
- 1936年（昭和11年）3月20日 - 3月号
- 1936年（昭和11年）4月25日 - 4月号
- 1936年（昭和11年）6月25日 - 6月号
- 1936年（昭和11年）7月25日 - 7月号
- 1936年（昭和11年）8月25日 - 8月号
- 1936年（昭和11年）9月25日 - 9月号
- 1936年（昭和11年）10月25日 - 10月号
- 1937年（昭和12年）1月25日 - 10号
- 1937年（昭和12年）8月25日 - 11号
- 1938年（昭和13年）1月15日 - 12号
- 1938年（昭和13年）3月15日 - 13号
- 1938年（昭和13年）8月2日 - 14号
- 1939年（昭和14年）1月25日 - 15号
- 1940年（昭和14年）9月10日 - 16号
- 1940年（昭和15年）3月15日 - 17号
- 1940年（昭和15年）8月8日 - 18号
- 1940年（昭和15年）11月10日 - 19号（廃刊）
- 2013年（平成25年）7月31日 - 20号（復刊1号）
- 2013年（平成25年）10月31日 - 21号（復刊2号）
- 2014年（平成26年）1月31日 - 22号（復刊3号）
- 2014年（平成26年）4月30日 - 23号（復刊4号）
- 2014年（平成26年）7月31日 - 24号（復刊5号）
- 2014年（平成26年）11月31日[要検証 – ノート] - 25号（復刊6号）
- 2015年（平成27年）2月28日 - 26号（復刊7号）
- 2015年（平成27年）5月31日 - 27号（復刊8号）

## 発行所
- 伊丹市立図書館「ことば蔵」：兵庫県伊丹市宮ノ前3-7-4